# 安藤谦吉
安藤谦吉（安藤 謙吉；1950年5月3日—）生于岐阜市，是一名日本举重运动员，他曾在1976年蒙特利尔奥运会中获得男子56公斤级铜牌。 